# Camera din Arles
Camera din Arles (în franceză, La Chambre à Arles) (în neerlandeză, Slaapkamer te Arles) este titlul dat fiecărei din cele trei picturi similare realizate în secolul al XIX-lea de pictorul olandez Vincent Willem van Gogh.
Camera din Arles reprezintă dormitorul pictorului în timpul șederii sale în orașul francez Arles, un subiect supra care a pictat trei picturi aproape identice. Primul, păstrat în Muzeul Van Gogh din Amsterdam, a fost pictat în octombrie 1888 și sa deteriorat într-un potop care a avut loc in timpul spitalizarii pictorului. Aproximativ un an mai târziu, el a inceput sa picteze două tablouri aproape similare: unul, de aceleasi dimensiuni, este conservate astazi la Institutul de Artă din Chicago; de altă parte, cea din Muzeul Orsay, este de dimensiuni mai mici.